# Kjersti Buaas
Kjersti Østgaard Buaas (Trondheim, 5 gennaio 1982) è un'ex snowboarder norvegese.

## Palmarès

### Olimpiadi
- 1 medaglia:
  - 1 bronzo (halfpipe a Torino 2006)

### Winter X Games
- 1 medaglia:
  - 1 bronzo (slopestyle ad Aspen 2012)

### Mondiali juniores
- 2 medaglie:
  - 1 oro (halfpipe ad Nassfeld-Hermagor 2001)
  - 1 argento (halfpipe ad Albe di Siusi 1999)

### Coppa del Mondo
- Vincitrice della Coppa del Mondo di slopestyle nel 2013
- Miglior piazzamento nella Coppa del Mondo generale di freestyle: 8ª nel 2013
- Miglior piazzamento in Coppa del Mondo di halfpipe: 5ª nel 2009
- Miglior piazzamento in Coppa del Mondo di big air: 27ª nel 2017
- 8 podi:
  - 4 vittorie
  - 2 secondi posti
  - 2 terzi posti

#### Coppa del Mondo - Vittore
| Data             | Località     | Paese    | Specialità |
| ---------------- | ------------ | -------- | ---------- |
| 7 settembre 2001 | Valle Nevado | Cile     | HP         |
| 7 dicembre 2002  | Tandadalen   | Svezia   | HP         |
| 2 novembre 2007  | Saas-Fee     | Svizzera | HP         |
| 14 marzo 2009    | La Molina    | Spagna   | HP         |

Legenda:

HP = Halfpipe